# Вакцина против гепатита A

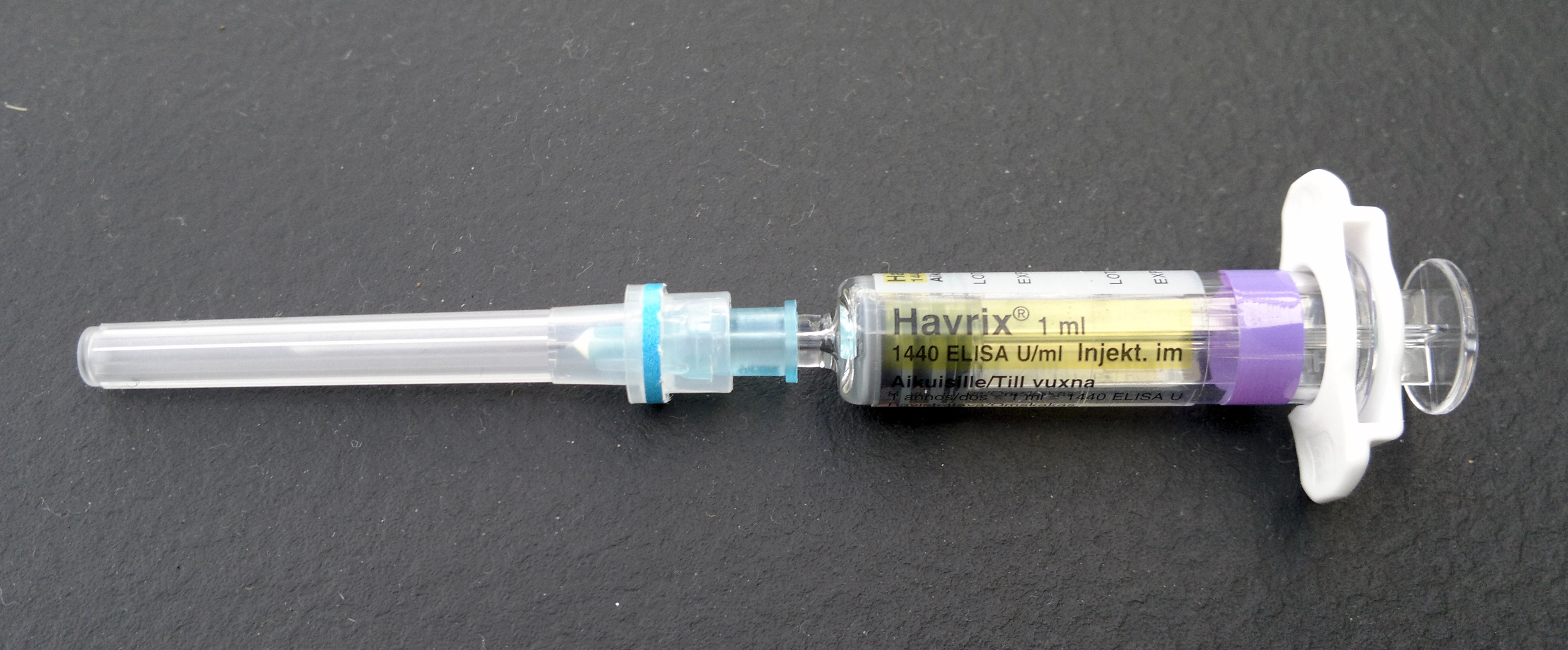
Вакцина Havrix

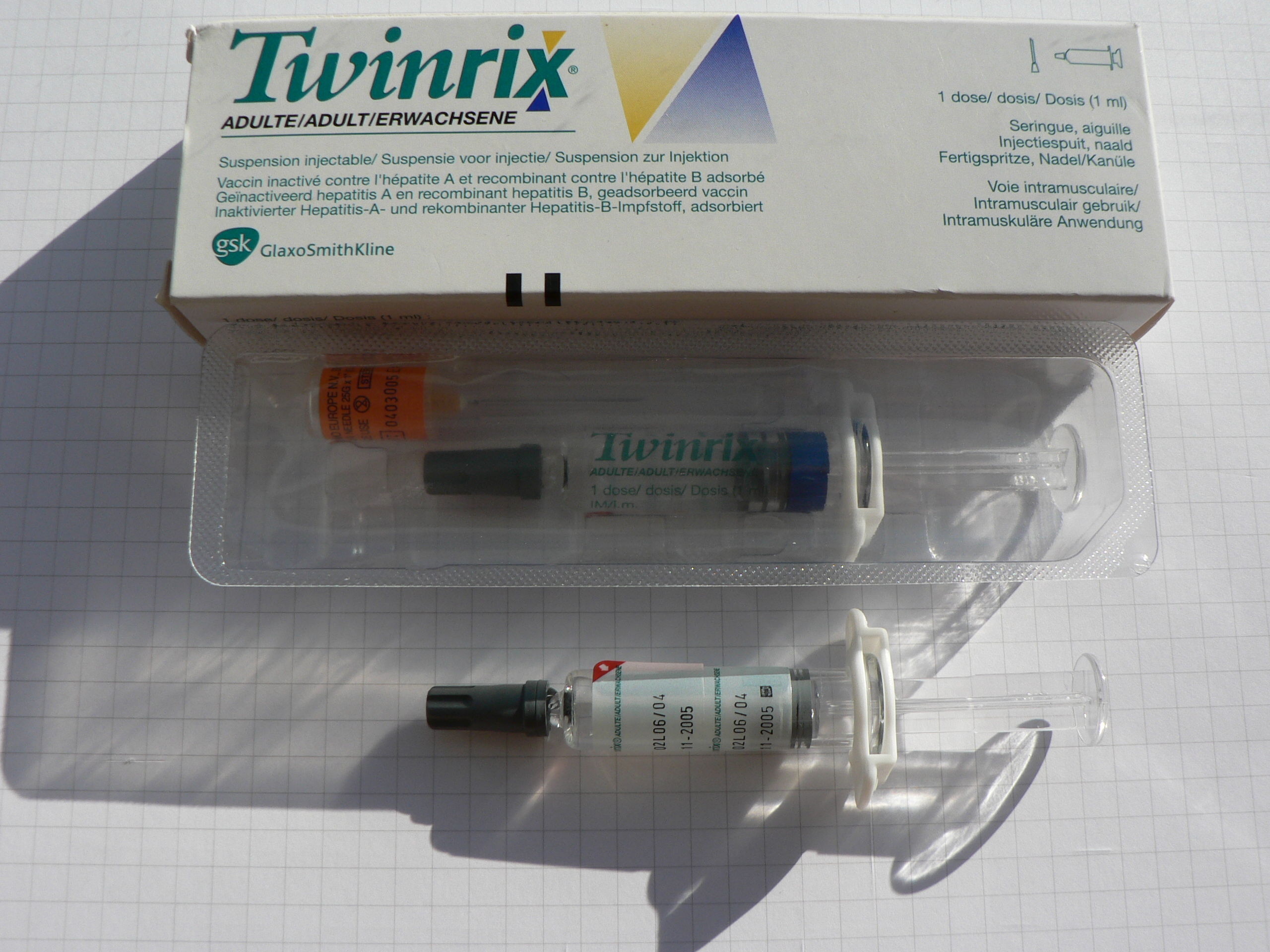
Комбинированная вакцина Twinrix против гепатита А и гепатита В

Вакцина против гепатита А создана для предотвращения заражения вирусом гепатита А.
Вакцины в основном предназначены как для детей (старше 12 месяцев), так и для взрослых (двойная доза).

## Особенности
Первая форма вакцины против гепатита А была разработана Морисом Гиллеманом и допущена к производству в США в 1995 году. Она содержит инактивирующие вирус частицы, в частности, формальдегид и гидроксид алюминия.
Вакцины против гепатита А занесены в WHO Model List of Essential Medicines. Кроме того, они, наряду с вакцинами против гепатита В, являются составной комбинированных вакцин. 
Вакцинация против гепатита А рекомендуется в основном при путешествиях по Индийскому субконтиненту, Африке, Центральной и Южной Америке, Восточной Азии и Восточной Европе.

## Иммунология
В большинстве случаев вакцинацию делают дважды, чтобы достичь максимального действия вакцины. Вследствие прививки формируются антитела, нейтрализующие вирусные частицы гепатита А (в 95% случаев максимальное действие вакцины наступает через четыре недели после первой прививки).

## Побочные эффекты
Побочные эффекты применения вакцин против гепатита А включают одно- или двухдневную боль в месте инъекции, головную боль, повышение температуры и отсутствие аппетита.

## Торговые названия
- Вакцины против гепатита А — Havrix, Vaqta, «АЛЬГАВАК® М» http://www.bialgam.ru/index.php?id=9
- Комбинированная вакцина против гепатита А и гепатита В — Twinrix